# 山貝エビス
山貝 エビス（やまがい エビス）は、日本のライトノベル作家である。

## 概要
剣と魔法の世界を描くことを漠然と夢見ていたところ、大森藤ノのライトノベル『ダンジョンに出会いを求めるのは間違っているだろうか』に出会ったことから、そのような小説を描きたいと具体的に考え始めた。第8回GA文庫大賞に応募した後、一次選考に名前が載っていなかったものの、後にそれが記入漏れであったことが判明したというエピソードを持つ。その第8回GA文庫大賞において『デボネア・リアル・エステート』で奨励賞を受賞し、2016年に同作でデビューを果たした。

## 作品一覧
- 『デボネア・リアル・エステート』（イラスト: 柴乃櫂人、GA文庫〈SBクリエイティブ〉）
  1. 「傭兵は剣を抜き、ハイエルフは土地を転がす。 」、2016年5月14日[5]、ISBN 978-4-7973-8684-4
  2. 「お給仕をする傭兵と、健気に笑う兎姫（）。」、2016年8月12日[6]、ISBN 978-4-7973-8873-2
  3. 「傭兵は勇者となり、地上げ屋たちは浮遊城を堕とす。」、2017年2月15日[7]、ISBN 978-4-7973-8998-2